# Melanie Berger

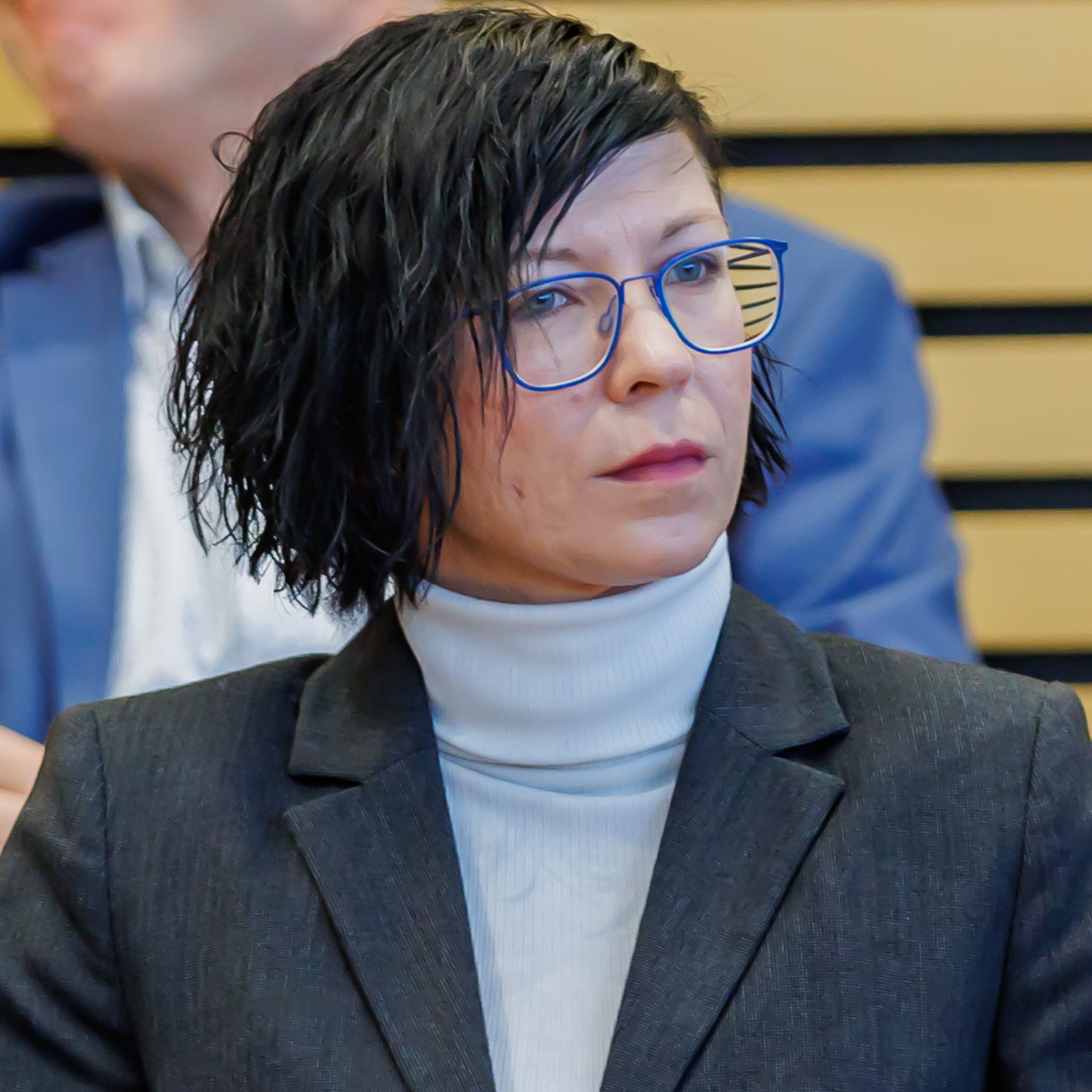
Melanie Berger (2024)

Melanie Berger (* 1982 in Frankfurt (Oder)) ist eine deutsche Politikerin (AfD). Sie ist seit 2024 Mitglied des Thüringer Landtags.

## Leben
Berger absolvierte von 2000 bis 2003 eine Ausbildung zur Automobilkauffrau. Bis 2022 war sie Wahlkreismitarbeiterin des Bundestagsabgeordneten Stephan Brandner. Anschließend war sie bis zu ihrem Einzug in den Landtag 2024 als Büroleiterin des Bundestagsabgeordneten Michael Kaufmann tätig.
Berger ist verwitwet und lebt in Neuhaus am Rennweg.

## Politik
Berger ist Mitglied der AfD. Sie ist seit 2024 Mitglied des Stadtrats von Neuhaus am Rennweg und seit 2025 Mitglied des Kreistags des Landkreises Sonneberg.
Bei der Landtagswahl in Thüringen 2024 wurde Berger über das Direktmandat im Wahlkreis Hildburghausen II – Sonneberg II in den Landtag gewählt.